# Нонадекан
Нонадека́н — органическое соединение (углеводород) класса алканов. Его химическая формула — CH3(CH2)17CH3. При нормальных условиях представляет собой белое кристаллическое твёрдое вещество. Входит в состав нефти. Применяется как добавка к парафину и вазелину.
Число возможных структурных изомеров нонадекана — 148 284, одним из которых является пристан.